# Corrido
Còrrido (Còrit o Còret in dialetto comasco, AFI: /ˈkɔrit/ o /ˈkɔret/) è un comune italiano di 852 abitanti della provincia di Como in Lombardia.

## Geografia fisica
Il comune di Corrido occupa le alture moreniche che ricoprono le ultime pendici del Monte Colmen (m 1099), in posizione dominante sull'ampio conoide depositato dal torrente Cuccio, a un'altezza variabile fra i 480 ed i 570 metri. Il territorio comunale si colloca sulla destra orografica della Val Cavargna e si allarga verso la Val Rezzo.

## Storia
Ai tempi del Ducato di Milano, Corrido faceva parte della pieve di Porlezza. Quando nella seconda metà del XVIII secolo la Lombardia austriaca fu suddivisa in province, il comune di Corrido, sempre confermato nella Pieve di Porlezza, venne in un primo momento inserito nella Provincia di Como per poi tornare, nel 1791, in quella di Milano.
Con le riorganizzazioni territoriali del Regno d'Italia da parte di Napoleone Bonaparte, nel 1812 Corrido vide un allargamento dei propri confini territoriali, che si estesero ai comuni di Buggiolo e Seghebbia.
In seguito alla caduta di Napoleone e al conseguente passaggio della Lombardia agli austro-ungarici, l'aggregazione venne tuttavia abrogata e Corrido divenne uno dei comuni della Provincia di Como all'interno del Regno lombardo-veneto.

### Simboli
Il comune non ha ancora adottato uno stemma ufficiale. È stata proposta l'adozione di uno scudo d'azzurro, alla banda d'argento, accompagnata da due stelle dello stesso, ripreso da una targa affissa sulla facciata del municipio.

## Monumenti e luoghi d'interesse

### Architetture religiose

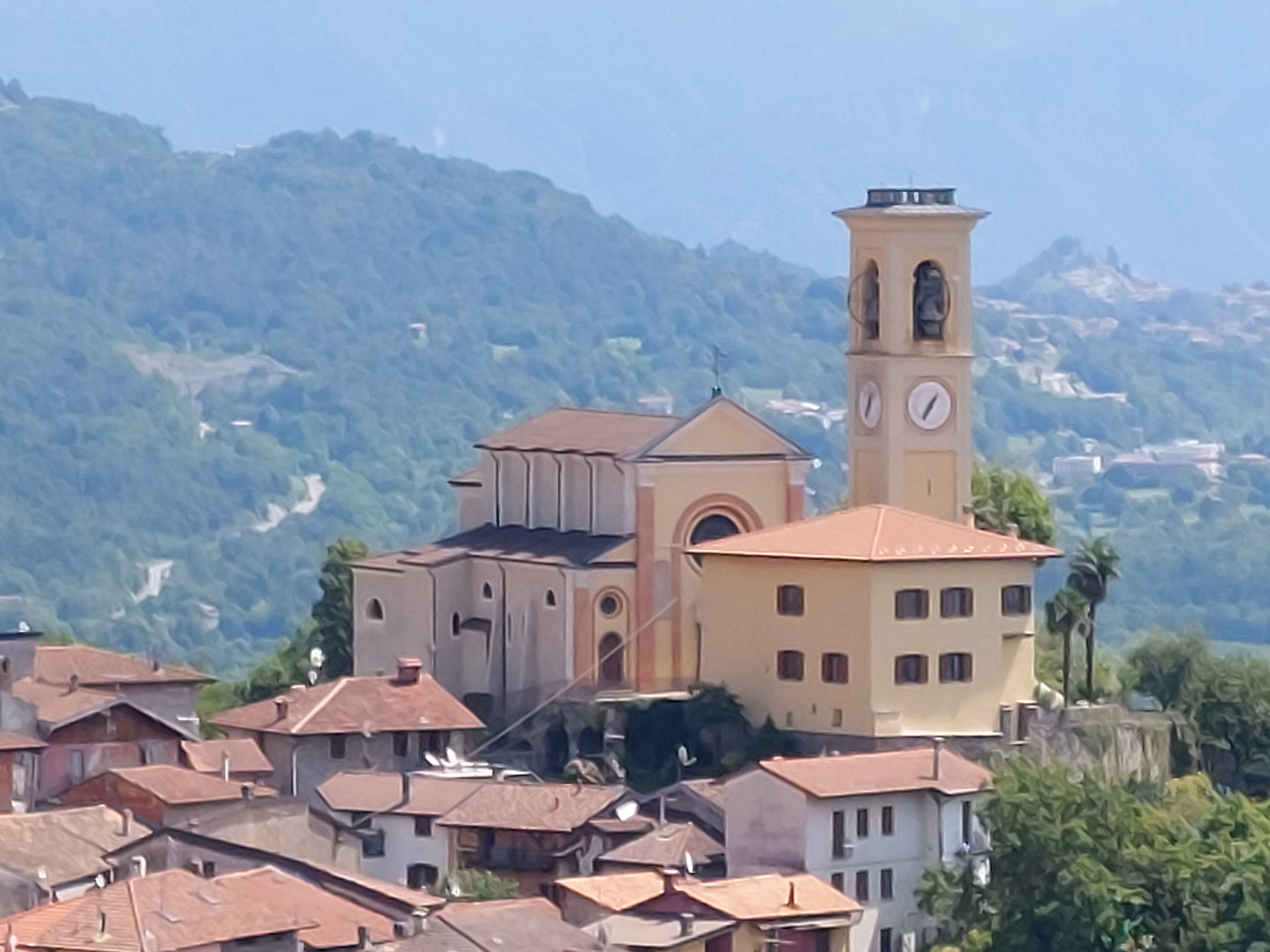
Chiesa dei SS. Materno e Martino

Uno sperone roccioso dominante il torrente Cuccio ospita la chiesa dei Santi Materno e Martino, elevata a parrocchiale nel 1587 e rifacimento di una costruzione attestata nella pieve di Porlezza a partire dal Duecento. Edificio a tre navate, la chiesa ospita tele e affreschi dei secoli XVII e XVIII, paliotti barocchi in scagliola policroma ad opera dei Magistri intelvesi, oltre a un Crocifisso di legno compreso in una cornice dorata.

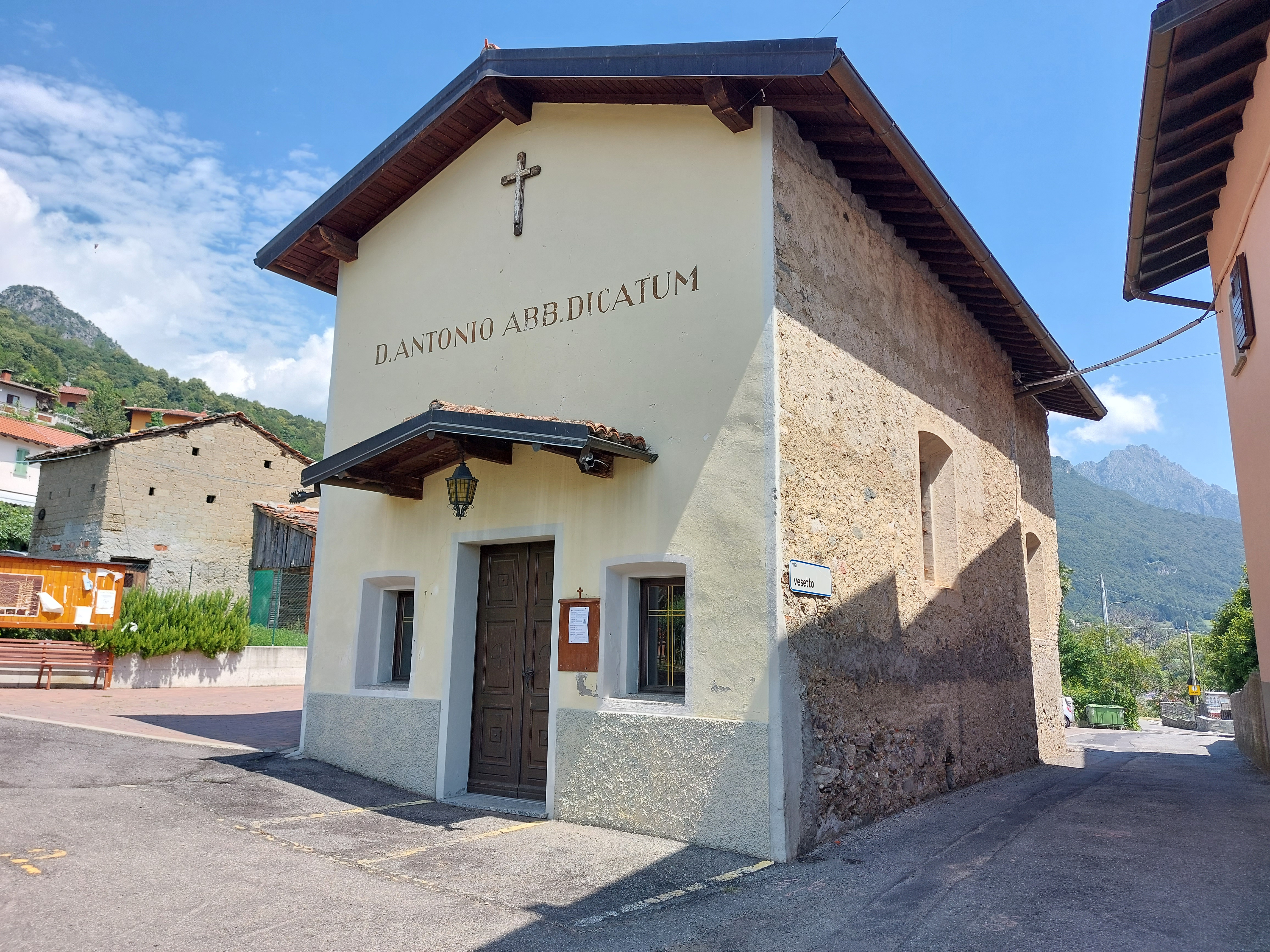
Oratorio di S. Antonio Abate

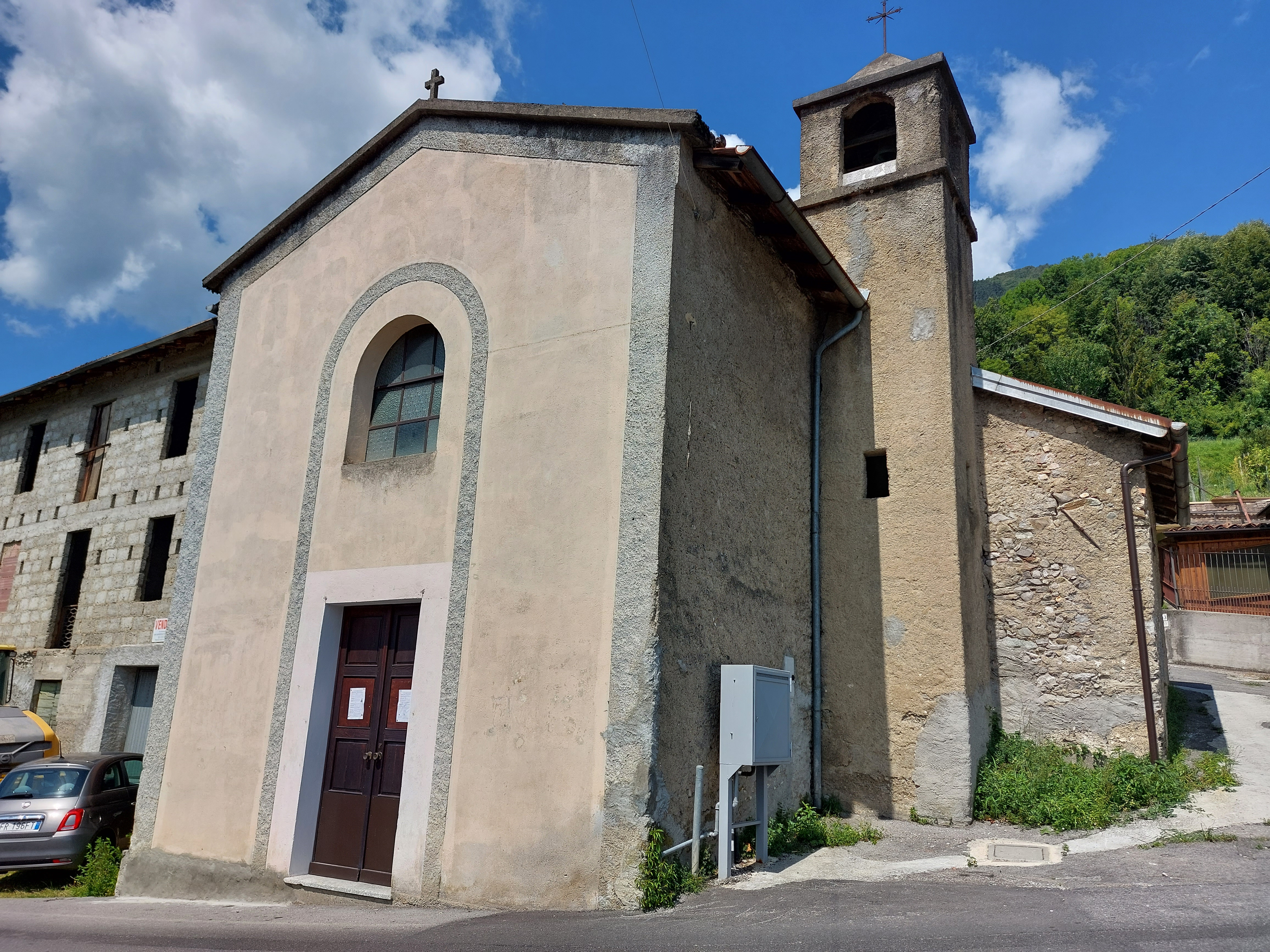
Oratorio di S. Antonio da Padova

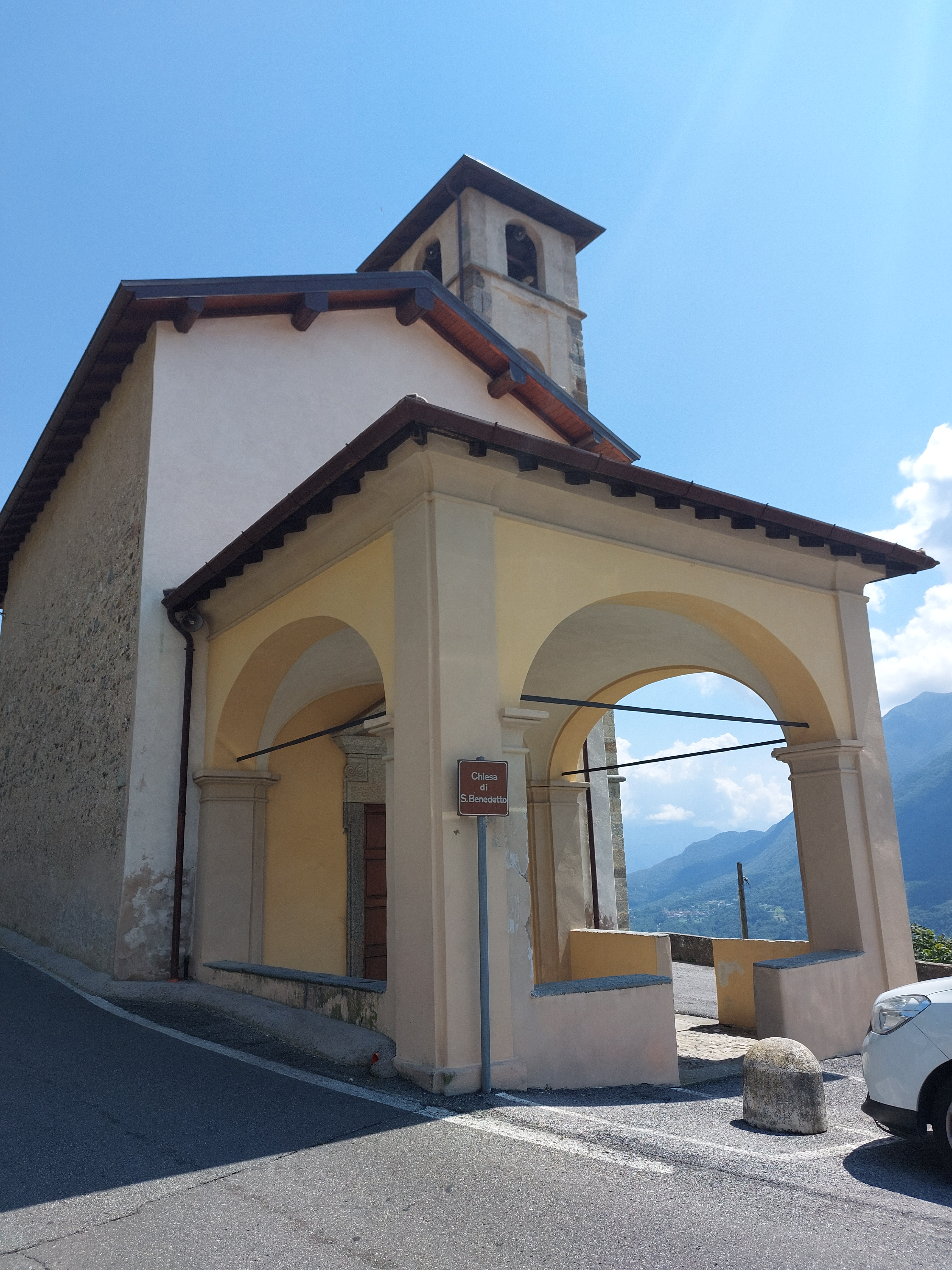
Oratorio di S. Benedetto

Corrido ospita inoltre una serie di piccoli oratori databili al XVII secolo:
- oratorio di Sant'Antonio abate[11], sito in località Biccagno e attestato durante la visita pastorale dell’arcivescovo Giuseppe Pozzobonelli nella pieve di Porlezza, nel 1751;
- oratorio di Sant'Antonio da Padova[12] in località Cancellino;
- oratorio di San Benedetto martire[13] in località Molzano.

### Architetture civili
Sulla strada verso carlazzo si trova il "ponte del Saltone", che scavalca una forra in cui il torrente Cuccio forma una cascata che, al termine della sua caduta, forma profondo un pozzo. Poco sotto l'attuale ponte si trovano i resti di un altro più vecchio, in pietra, crollato nel corso del tempo.
Poco sopra un altro ponte in pietra, detto "di San Pietro", si trova l'omonimo mulino, non più in uso ma le cui attrezzature sono ancora ben conservate.
In località Molzano si trovano inoltre due antichi palazzi signorili (XVIII sec.) caratterizzati dalla presenza di arcate.

### Altro
Percorso Pineta-Buggiolo
Dalla località Pineta Ponte di Basso parte un percorso in salita che raggiunge l'abitato di Buggiolo, nel Comune di Val Rezzo. Soprannominato come "Sentiero del Partigiano" in ricordo del ventunenne Umberto Guaino ivi giustiziato dalle truppe fasciste nel 1945, il sentiero ospita la Cappelletta votiva di Via Forca, situata a poca distanza dal luogo dell'esecuzione, segnalato da una croce ferrea.
Lungo il percorso è possibile osservare:
- in prossimità della partenza del percorso si trovano un abbeveratoio e una cosiddetta Furnas di rogn, cioè una fornace di pietra atta all'incenerimento dei nidi di processionaria;
- la cappella del Coppa, che deve il nome al suo costruttore e su cui è affrescata una Deposizione di Gesù nelle braccia di Maria;
- la Cappella di Via Forca;
- una faggeta contenente gli spiazzi in cui un tempo i carbonai creavanoi cosiddetti Puiatt, ossia le carbonaie;
- un tempietto votivo intitolato al Santo Crocifisso;
- una vecchia calchera;
- una cappella dedicata a san Carlo Borromeo, comprensiva di una fonte d'acqua;
- una cappella che conserva un altorilievo raffigurante una Vergine col Bambino.

## Società

### Evoluzione demografica
- 253 nel 1771
- 378 nel 1799
- 356 nel 1805
- 484 dopo annessione di Buggiolo e Seghebbia nel 1812
- 586 nel 1853

Abitanti censiti

### Tradizioni e folclore
A Corrido si festeggia le festa patronale dei santi Materno e Martino (terza domenica di luglio). Per quanto concerne le frazioni, a Biccagno si festeggia sant'Antonio abate (terza domenica di gennaio), a Cancellino Sant'Antonio da Padova (3 giugno) e a Molzano San Benedetto (prima domenica dopo Pasqua).

## Geografia antropica
Il comune di Corrido, attraversato dalla strada provinciale Porlezza-Val Rezzo, si compone delle seguenti frazioni:
- Bicagno, collocata a 487 m di altitudine sui pendii più occidentali rivolti verso la fine della Val Rezzo, caratterizzata dalla forra in cui scorre l'omonimo torrente.[18]
- Cancellino, situata a 477 m di altitudine in posizione intermedia e più arretrata[18]
- Molzano, ubicata a 570 m, in posizione dominante sulla forra del torrente Cuccio.[18]
- Vesetto, ove si trova la sede comunale, è collocata su un ampio ripiano a 483 m, caratterizzato da fitti castagneti.[18]

## Economia
Nei secoli passati Corrido costituiva un territorio a vocazione essenzialmente agricola: nelle zone più a valle erano diffuse la frutticoltura e la viticoltura (vi si produceva un vino chiaro e leggero, soprannominato el ciarèl) e sulla frutticoltura, mentre l'economia delle aree più a monte era basata sulle coltivazioni di mais e foraggio, la produzione di legname e lo sfruttamento di pascoli.
A partire dalla seconda metà del Novecento prese piede il fenomeno del pendolarismo di operai impiegati nell'edilizia ma ancor di più il frontalierato verso la Svizzera, cosicché solo una minima parte della popolazione rimase impiegata nel settore primario (perlopiù nell'allevamento di bovini).

### Esplicative
1. ↑  Per il dialetto comasco, si utilizza l'ortografia ticinese, introdotta a partire dal 1969 dall'associazione culturale Famiglia Comasca nei vocabolari, nei documenti e nella produzione letteraria.

### Bibliografiche
1. 1 2   Bilancio demografico mensile anno 2024 (dati provvisori), su demo.istat.it, ISTAT.
2. ↑   Classificazione sismica (XLS), su rischi.protezionecivile.gov.it.
3. ↑   Tabella dei gradi/giorno dei Comuni italiani raggruppati per Regione e Provincia (PDF), in Legge 26 agosto 1993, n. 412, allegato A, Agenzia nazionale per le nuove tecnologie, l'energia e lo sviluppo economico sostenibile, 1º marzo 2011,  p. 151. URL consultato il 25 aprile 2012 (archiviato dall'url originale il 1º gennaio 2017).
4. ↑  
 Bruno Migliorini et al., Scheda sul lemma "Corrido", in Dizionario d'ortografia e di pronunzia, Rai Eri, 2010, ISBN 978-88-397-1478-7.
5. ↑   AA. VV., Dizionario di toponomastica. Storia e significato dei nomi geografici italiani., Milano, Garzanti, 1996,  p. 231, ISBN 88-11-30500-4.
6. 1 2 3 4 5 6 7 8 9 10 11 12   Comune di Corrido, su comune.corrido.co.it. URL consultato il 14 aprile 2020.
7. 1 2 3 4   SIUSA - Comune di Corrido, su siusa.archivi.beniculturali.it. URL consultato il 14 aprile 2020.
8. ↑   Corrido, su Stemmi dei Comuni della Provincia di Como. URL consultato il 22 ottobre 2024.
9. ↑   Chiesa dei SS. Materno e Martino - complesso, Via Parrocchiale - Corrido (CO), su Architetture – Lombardia Beni Culturali. URL consultato il 14 aprile 2020.
10. ↑   Parrocchia dei Santi Materno e Martino, 1587 - [1989], su Istituzioni storiche – Lombardia Beni Culturali. URL consultato il 14 aprile 2020.
11. ↑   Chiesa di S. Antonio Abate, Via Vesetto - Corrido (CO), su Architetture – Lombardia Beni Culturali. URL consultato il 14 aprile 2020.
12. ↑   Chiesa di S. Antonio di Padova, Via Sant'Antonio - Corrido (CO), su Architetture – Lombardia Beni Culturali. URL consultato il 14 aprile 2020.
13. ↑   Chiesa di S. Benedetto Martire - complesso, Via Sassone - Corrido (CO), su Architetture – Lombardia Beni Culturali. URL consultato il 14 aprile 2020.
14. ↑  Borghese, p. 181.
15. ↑  TCI, p. 324.
16. 1 2 3   Comune di Corrido, su comune.corrido.co.it. URL consultato il 14 aprile 2020.
17. ↑  Statistiche I.Stat ISTAT  URL consultato in data 28-12-2012.
Nota bene: il dato del 2021 si riferisce al dato del censimento permanente al 31 dicembre di quell'anno. Fonte:  Popolazione residente per territorio - serie storica, su esploradati.censimentopopolazione.istat.it.
18. 1 2 3 4   Comune di Corrido, su comune.corrido.co.it. URL consultato il 14 aprile 2020.